# Afterglow (chanson d'Ed Sheeran)
Pour les articles homonymes, voir Afterglow.
Singles d'Ed Sheeran
Own It
(2019) Bad Habits
(2021)
Clip vidéo
[vidéo] « Afterglow », sur YouTube
Afterglow est une chanson du chanteur britannique Ed Sheeran. Elle est sortie comme single le 21 décembre 2020 sous le label Asylum Records. Elle est écrite par Ed Sheeran, David Hodges et Fred Gibson. Afterglow marque la première sortie de single d'Ed Sheeran en plus de 18 mois,. La chanson a atteint le numéro un en Israël, la deuxième place en Irlande et au Royaume-Uni et a atteint une place dans le top-dix des classements dans divers autres pays, y compris l'Australie, le Canada, la Suisse et l'Adult Top 40 américain. Le titre est inclus en titre bonus sur certaines éditions de l'album =.

## Contexte
Le 20 décembre 2020, après avoir pris une longue pause dans la vie publique, Ed Sheeran est revenu sur les réseaux sociaux pour annoncer son nouveau single : « Salut les gars. Afterglow est une chanson que j'ai écrite l'année dernière que je voulais sortir pour vous ». Il a en outre expliqué que la chanson n'est pas « le premier single du prochain album » mais « juste une chanson qu'il aime ». La chanson traite de son voyage en Antarctique avec sa femme, Cherry Seaborn. 

## Clip vidéo
Un clip accompagnant la sortie de Afterglow est sorti le même jour que le single, le 21 décembre 2020. Le clip présente une performance en une prise d'Ed Sheeran jouant de la guitare.

## Liste de titres
| 1. | Afterglow | 3:05 |

## Crédits
Crédits adaptés depuis Tidal.
- Ed Sheeran – voix, écriture, guitare, chœurs, producteur
- Fred Gibson – basse, programmeur, producteur
- Marco Parisi – synthétiseur
- Giampaolo Jack Parisi – vocodeur
- Stuart Hawkes – mixage
- Mark Spike Stent – mastérisation
- Matt Wolach – assistant d'ingénieur du mixage
- Parisi – ingénieur du son, producteur

## Classements hebdomadaires
| Classements (2020–21)                   | Meilleure position |
| --------------------------------------- | ------------------ |
| Allemagne (GfK Entertainment)           | 13                 |
| Australie (ARIA)                        | 7                  |
| Autriche (Ö3 Austria Top 40)            | 7                  |
| Belgique (Flandre Ultratop 50 Singles)  | 5                  |
| Belgique (Wallonie Ultratop 50 Singles) | 8                  |
| Canada (Hot 100)                        | 10                 |
| Canada (Adult Contemporary)             | 6                  |
| Canada (CHR/Top 40)                     | 16                 |
| Canada (Hot AC)                         | 9                  |
| CEI (Tophit)                            | 43                 |
| Croatie (HRT)                           | 3                  |
| Danemark (Tracklisten)                  | 27                 |
| États-Unis (Hot 100)                    | 29                 |
| États-Unis (Adult Contemporary)         | 16                 |
| États-Unis (Adult Pop Songs)            | 8                  |
| États-Unis (Pop Airplay)                | 16                 |
| Finlande (Suomen virallinen lista)      | 19                 |
| France (SNEP)                           | 129                |
| France (Digital Songs)                  | 8                  |
| Grèce (IFPI)                            | 49                 |
| Hongrie (Rádiós Top 40)                 | 35                 |
| Hongrie (Stream Top 40)                 | 29                 |
| Irlande (IRMA)                          | 92                 |
| Islande (Tónlistinn)                    | 3                  |
| Israël (Media Forest)                   | 1                  |
| Italie (FIMI)                           | 16                 |
| Lituanie (AGATA)                        | 18                 |
| Mexique (México Airplay)                | 23                 |
| Norvège (VG-lista)                      | 9                  |
| Nouvelle-Zélande (RMNZ)                 | 9                  |
| Pays-Bas (Nederlandse Top 40)           | 10                 |
| Pays-Bas (Single Top 100)               | 20                 |
| Pologne (ZPAV)                          | 65                 |
| Royaume-Uni (UK Singles Chart)          | 2                  |
| Russie (Tophit Radio Top 100)           | 34                 |
| Singapour (RIAS)                        | 8                  |
| Slovaquie (IFPI Rádio)                  | 19                 |
| Slovaquie (IFPI Singles Digitál)        | 19                 |
| Suède (Sverigetopplistan)               | 13                 |
| Suisse (Schweizer Hitparade)            | 2                  |
| Tchéquie (IFPI Rádio)                   | 48                 |
| Tchéquie (IFPI Singles Digitál)         | 15                 |

### Certifications
| Pays                                                                       | Certification | Ventes certifiées |
| -------------------------------------------------------------------------- | ------------- | ----------------- |
| Canada (Music Canada)                                                      | Or            | 40 000‡           |
| xNon précisé par la certification ‡ventes/streaming selon la certification |               |                   |

## Historique de sortie
| Pays   | Date             | Format                       | Label  | Réf.  |
| ------ | ---------------- | ---------------------------- | ------ | ----- |
| Divers | 21 décembre 2020 | - Téléchargement - streaming | Asylum | [ 6 ] |